# Bluff Limbo
Bluff Limbo es el segundo disco del el músico mike Paradinas como µ-ziq es el que continua Tango N' Vectifdel estilo IDM.

## Track listing

### Disc one
1. "Hector's House" – 4:26
2. "Commemorative Pasta" – 4:37
3. "Gob Bots" – 4:50
4. "The Wheel" – 6:15
5. "27" – 1:18
6. "Metal Thing #3" – 5:51
7. "Twangle Frent" – 7:06
8. "Make It Funky" – 4:38
9. "Zombies" – 5:17

### Disc two
1. Riostand – 6:18
2. Organic Tomato Yoghurt – 3:58
3. Sick Porter – 5:15
4. Sick Porter – 7:38
5. Dance #2 – 5:46
6. Nettle + Pralines – 6:29
7. Ethereal Murmurings – 10:20

- Datos: Q736483